# Greta Carlsson
Greta Ingeborg Carlsson po mężu Nygren (ur. 7 lipca 1898 w Eskilstunie, zm. 19 marca 1980 w Sundbybergu) – szwedzka pływaczka z początku XX wieku, uczestniczka igrzysk olimpijskich.
Podczas V Letnich Igrzysk Olimpijskich w Sztokholmie w 1912 roku, Carlsson wystartowała w dwóch konkurencjach pływackich. Na dystansie 100 metrów stylem dowolnym z nieznanym czasem zajęła piąte miejsce w czwartym wyścigu eliminacyjnym i odpadła z dalszej rywalizacji. Carlsson wystartowała także na pierwszej zmianie szwedzkiej sztafety 4 × 100 m stylem dowolnym. Z nieznanym czasem ekipa Szwedek zajęła czwarte miejsce.
Greta Carlsson w momencie startu na igrzyskach olimpijskich miała zaledwie trzynaście lat, tym samym była najmłodszym zawodnikiem w ekipie gospodarzy, a także jest najmłodszym reprezentantem Szwecji w historii jej startów na igrzyskach olimpijskich.
Carlsson reprezentowała barwy klubu Eskilstuna SS.